# Centre pénitentiaire du sud-francilien
Le centre pénitentiaire sud-francilien (CPSF), parfois orthographié centre pénitentiaire du sud-francilien, est un établissement pénitentiaire français situé à Réau, dans le département de Seine-et-Marne, en région Île-de-France. 

## Historique

### Construction
Construit dans le cadre du programme de construction de 13 200 nouvelles places de prison initié par la loi d'orientation et de programmation pour la justice de 2002, le centre pénitentiaire sud-francilien fait partie du même lot de partenariat public-privé que le centre pénitentiaire de Lille-Annoeullin et le centre pénitentiaire de Nantes.
Le site, situé en bordure de l'autoroute A5, a été choisi en 2004, les travaux ont débuté en 2008 et le centre a été mis en service le 24 juin 2011. Inauguré le 13 septembre 2011 par le président de la République Nicolas Sarkozy, qui annonça lors de la visite sa volonté de faire construire 30 000 places supplémentaires d'ici 2017, l'établissement a accueilli ses premiers détenus en octobre 2011.

### Fonctionnement et projets
L'établissement accueille régulièrement des expositions artistiques organisées par des détenus qui jouent alors le rôle de commissaires d'exposition. Dès son ouverture en 2011, le directeur Pascal Vion a souhaité transformer une salle non-affectée en « annexe du Grand Palais » afin de proposer aux détenus des expositions autour du voyage (2013), des Misérables de Victor Hugo (2016) ou encore sur « La femme, un regard différend » en 2020.
En février 2021, Éric Dupond-Moretti, garde des Sceaux, et Philippe Wahl, PDG de La Poste, dévoilent lors d'une visite à Réau une planche de quatre timbres collectors à l'effigie des surveillants pénitentiaires. En pleine pandémie de Covid-19, le ministre estime que cet hommage postal est une « marque de reconnaissance bien méritée à tous les personnels pénitentiaires engagés pour le bon fonctionnement de notre Justice dans un contexte difficile ».

### Détenus célèbres
- Antonio Ferrara : braqueur multirécidiviste
- Redoine Faïd : criminel français
- Smaïn Aït Ali Belkacem : terroriste impliqué dans les attentats de 1995
- Salah Abdeslam : un terroriste djihadiste français.
- Yvan Colonna : militant indépendantiste corse
- François Bengler : criminel multirécidiviste français

### Évasion de Rédoine Faïd
Le 1er juillet 2018 vers 11 h 30, deux hommes armés font irruption dans la cour d'honneur de la prison à bord d'un hélicoptère. Après avoir passé plusieurs portes blindées à l’aide d'une disqueuse, ils extraient le détenu Rédoine Faïd, alors dans le parloir en compagnie de son frère. Ils quittent la prison en hélicoptère, qu'ils déposent à Gonesse (Val d'Oise) et partent ensuite en cavale.

## Description
En France, un centre pénitentiaire est un établissement pénitentiaire regroupant plusieurs quartiers soumis à des régimes de détention différents. Le centre pénitentiaire sud-francilien, d'une capacité de 798 places, comporte un quartier maison centrale (28 places), un quartier centre de détention pour hommes (448 places), un quartier centre de détention pour femmes (87 places) et un quartier centre national d'évaluation (52 places), ainsi qu'une unité d'attente et de transfèrements (UAT) regroupant les personnes détenues devant être transférées vers un même établissement pénitentiaire. 